# Liste der Biografien/Lana
Liste der Biografien |
Portal Biografien |
Personensuche
# |
A |
B |
C |
D |
E |
F |
G |
H |
I |
J |
K |
L |
M |
N |
O |
P |
Q |
R |
S |
T |
U |
V |
W |
X |
Y |
Z |
?
 
La |
Lb |
Lc |
Le |
Lg |
Lh |
Li |
Lj |
Ll |
Lm |
Lo |
Lp |
Lt |
Lu |
Lv |
Lw |
Lx |
Ly |
Lz
 
Laa |
Lab |
Lac |
Lad |
Lae–Lah |
Lai |
Laj |
Lak |
Lal |
Lam |
Lan |
Lao |
Lap |
Laq |
Lar |
Las |
Lat |
Lau |
Lav |
Law |
Lax |
Lay |
Laz
 
Lana |
Lanc |
Land |
Lane |
Lanf |
Lang |
Lanh |
Lani |
Lanj |
Lank |
Lanl |
Lanm |
Lann |
Lano |
Lanp |
Lanq |
Lanr |
Lans |
Lant |
Lanu |
Lanv |
Lanw |
Lanx |
Lany |
Lanz
Die Liste der Biografien führt alle Personen auf, die in der deutschsprachigen Wikipedia einen Artikel haben. Dieses ist eine Teilliste mit 14 Einträgen von Personen, deren Namen mit den Buchstaben „Lana“ beginnt.

## Lana
- Lana (* 1985), amerikanische Wrestlerin
- Lana Terzi, Francesco (1631–1687), Jesuit und Erfinder eines Luftschiffes und einer Blindenschrift
- Lana, Massimo (* 1962), italienischer Ruderer
- Lana, Pietro (1888–1950), italienischer Fußballspieler

### Lanab
- Lanabère, Jean Pierre (1770–1812), französischer Brigadegeneral der Infanterie

### Lanag
- Lanagan, Margo (* 1960), australische Schriftstellerin

### Lanas
- LaNasa, Katherine (* 1966), US-amerikanische Schauspielerin
- Lanassa, Tochter des syrakusanischen Königs Agathokles, Gattin des Pyrrhus und des Demetrios Poliorketes

### Lanat
- Lanata, André (* 1961), französischer Offizier, General der französischen Luftstreitkräfte und Supreme Allied Commander Transformation
- Lanata, Francesco (1940–2018), italienischer Diplomat
- Lanata, Jorge (1960–2024), argentinischer Journalist und Schriftsteller
- Lanata-Coudy, Luis-Felipe (* 1895), peruanischer Diplomat

### Lanau
- Lanäus, Tanja (* 1971), deutsche Theater- und FernsehschauspielerinTanja Lanäus (* 1971)

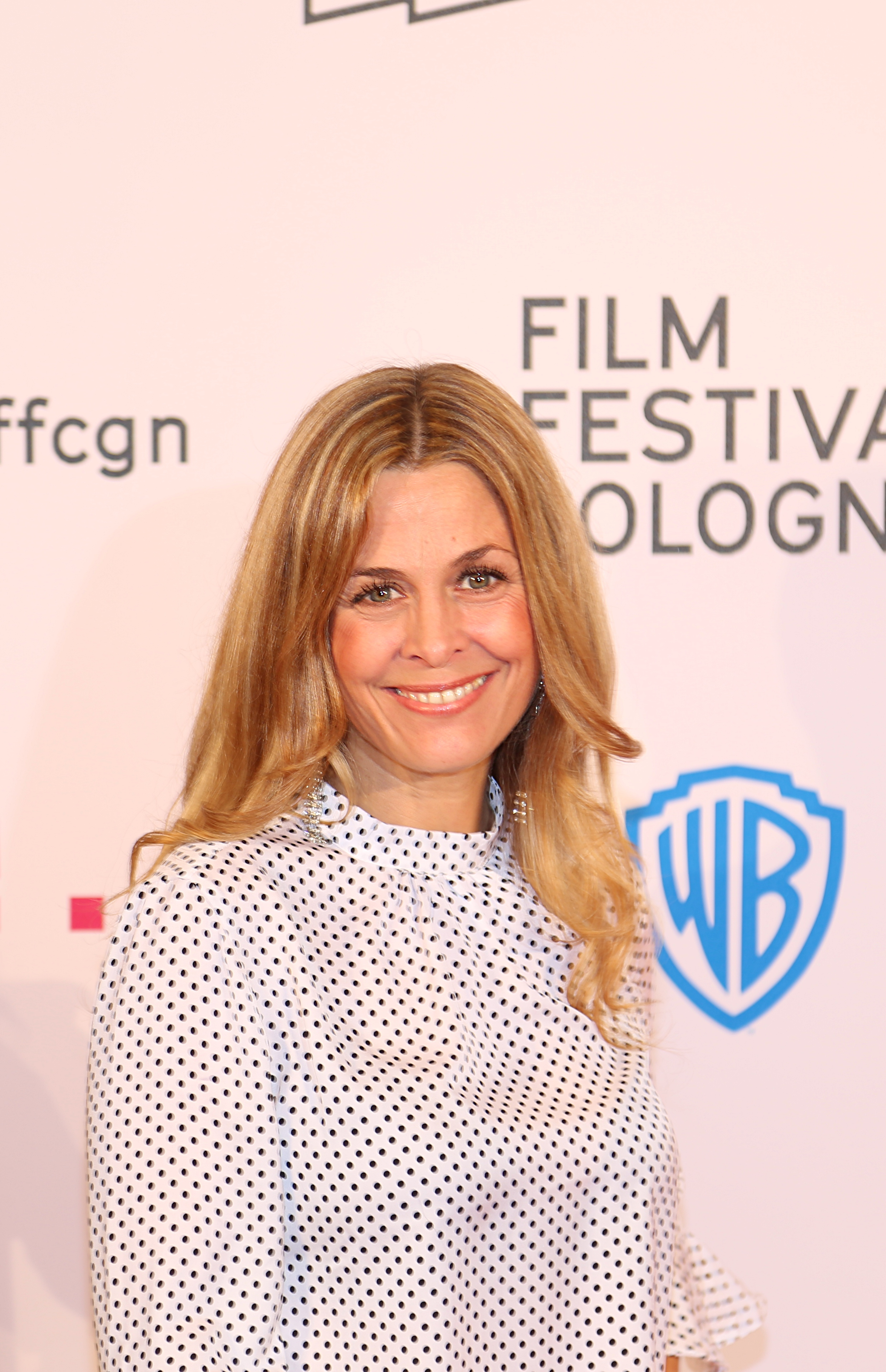
Tanja Lanäus (* 1971)

### Lanaz
- Lanaz, Lucienne (* 1937), Schweizer Filmregisseurin